# Ostra, Cozmeni
Ostra (în ucraineană Остра și în germană Ostra) este un sat în raionul Cozmeni din regiunea Cernăuți (Ucraina), depinzând administrativ de comuna Berbești. Are 280 locuitori, în totalitate ucraineni (ruteni).
Satul este situat la o altitudine de 295 metri, în partea de sud-vest a raionului Cozmeni.

## Istorie
Localitatea Ostra a făcut parte încă de la înființare din regiunea istorică Bucovina a Principatului Moldovei. În anul 1762 a fost ctitorit aici un schit de călugări de către Nicolae Calmuțchi. Cu ocazia recensământului realizat de generalul Spleny în 1776, pe teritoriul anexat atunci la Austria, s-a consemnat că Schitul Ostra deținea o parte din Ostra, un teren din Berbești, cu o moară la râul Jijia, un teren în Pleșnița, însumând în total 100 de fălci, precum și o moară, arendate, din 1784, pe un an lui Ilie Herescu, cu 45 de florini . La acea dată, viețuiau acolo 6 călugări.
După anexarea Bucovinei de către Imperiul Habsburgic în anul 1775, localitatea Ostra a făcut parte din Ducatul Bucovinei, guvernat de către austrieci, făcând parte din districtul Stăneștii de Jos (în germană Unterstanestie).
Autoritățile habsburgice au desființat Schitul Ostra în baza Ordonanței Imperiale din 19 iunie 1783 a împăratului Iosif al II-lea (1780-1790), trecând toate pământurile și fondurile administrate de Episcopia Rădăuților "sub povățuirea stăpânirii împărătești și a crăieștii măriri" .
După Unirea Bucovinei cu România la 28 noiembrie 1918, satul Ostra a făcut parte din componența României, în Plasa Ceremușului a județului Storojineț. Pe atunci, majoritatea populației era formată din ucraineni, existând și o comunitate de români.
Ca urmare a Pactului Ribbentrop-Molotov (1939), Bucovina de Nord a fost anexată de către URSS la 28 iunie 1940, reintrând în componența României în perioada 1941-1944. Apoi, Bucovina de Nord a fost reocupată de către URSS în anul 1944 și integrată în componența RSS Ucrainene.
Începând din anul 1991, satul Ostra face parte din raionul Cozmeni al regiunii Cernăuți din cadrul Ucrainei independente. Conform recensământului din 1989, toți cei 292 locuitori ai satului s-au declarat de etnie ucraineană . În prezent, satul are 280 locuitori, în totalitate ucraineni.

## Demografie
Componența lingvistică a localității Ostra
     Ucraineană (99,29%)
     Alte limbi (0,71%)
Conform recensământului din 2001, majoritatea populației localității Ostra era vorbitoare de ucraineană (99,29%), existând în minoritate și vorbitori de alte limbi.

### Populație
1989: 292 (recensământ)
2007: 280 (estimare)